# Shenae Grimes

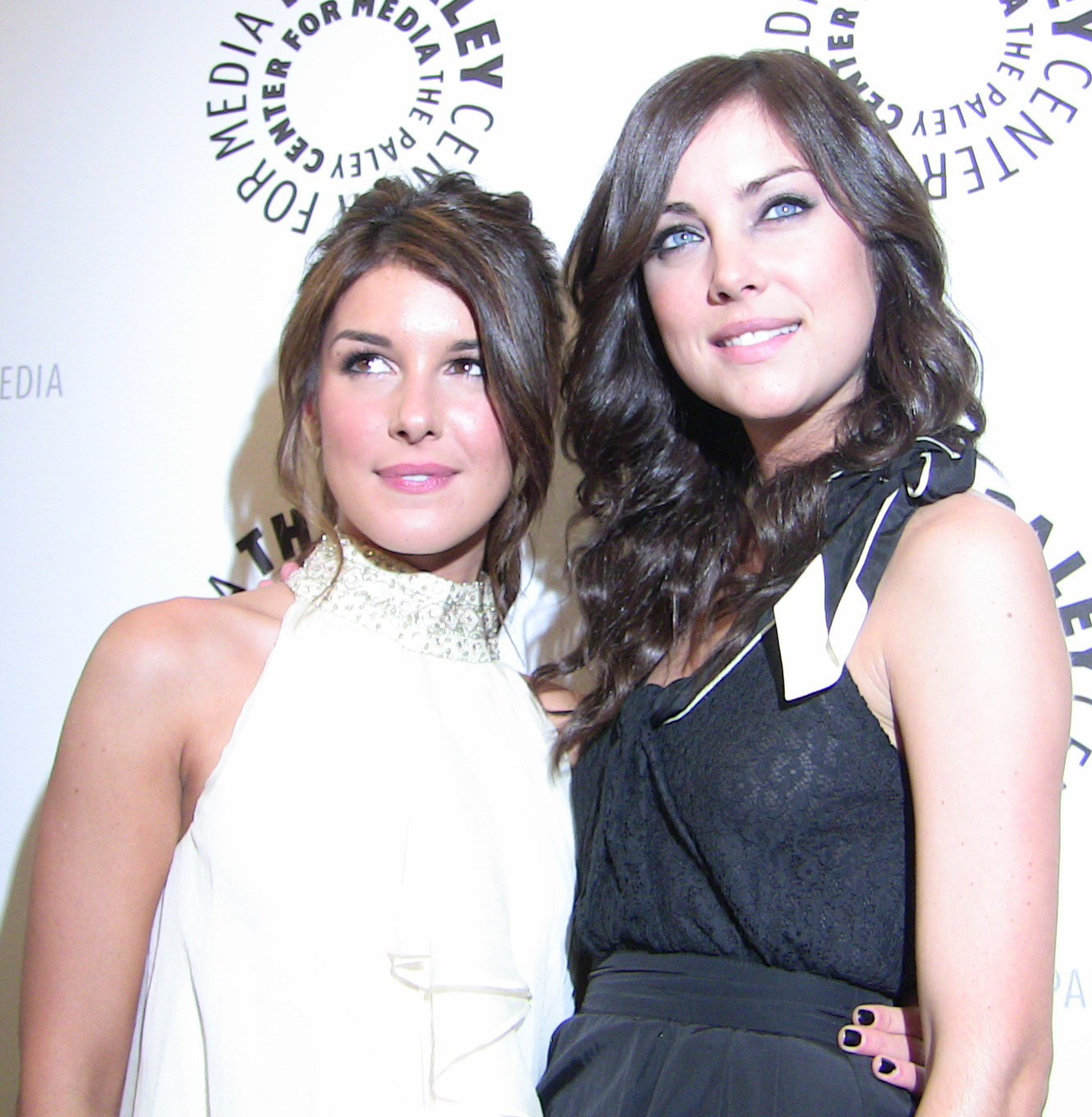
Grimes i Jessica Stroup (2009)

Shenae Sonya Grimes-Beech (ur. 24 października 1989 w Toronto) – kanadyjska aktorka.

## Życiorys
Występowała w roli Darcy w serialu Degrassi: Nowe pokolenie oraz Annie w serialu 90210. Grała również Alexę Watson w The Power Strikers (2006). Obecnie uczy się w Vaughan Road Academy.
Zdobywczyni nagrody Gemini (w 2007 roku, za najlepszy występ). Grała główną rolę w młodzieżowym serialu 90210, grała Annie Wilson która była wzorowana na Brendzie Walsh. Ma korzenie irlandzkie, jej matka jest Irlandką.

## Życie prywatne
10 maja 2013 wyszła za mąż za modela i muzyka, Josha Beecha.

## Filmografia
Filmy fabularne
- 2005: Shania - życie w ośmiu albumach jako Eilleen (13-16 lat)
- 2008: Wyznania gwiazdki z Hollywood jako Marissa
- 2008: Od sklepowej do królowej jako Cayenne
- 2008: Degrassi Spring Break Movie jako Darcy Edwards
- 2008: The Cross Road jako Bridget
- 2009: Trup jak Ja jako Jennifer Hardick
- 2011: Krzyk 4 jako Trudie Jennings
- 2011: Sugar jako Sugar
- 2015: Uwierz w święta / Christmas Incorporated  jako Riley
- 2016: Miłość aż po grób (Newlywed and Dead) jako Kristen Ward; film TV
- 2017: Blood Honey jako Jenibel Heath
- 2018: The Rake jako Ashley

Seriale telewizyjne
- 2004-2008: Degrassi: Nowe pokolenie jako Darcy Edwards[1]
- 2005: The Power Strikers jako Alexa Watson
- 2005: Naturalnie, Sadie jako Arden Alcott
- 2005: Kevin Hill jako Katie Lassman
- 2005: Biografie jako nastoletnia Shania
- 2006: Skater Boys jako Stacy
- 2007: 72 Hours: True Crime jako nastolatka
- 2008: Najnowsze wydanie jako Rebecca Harper
- 2008-2013: 90210 jako Annie[1]
- 2018: Specjalistki (The Detail) jako Jacqueline "Jack" Cooper[1]